# Álgebra de Hopf
Em matemática, uma álgebra de Hopf, assim chamada em referência a Heinz Hopf, é uma estrutura que é simultaneamente uma álgebra (associativa unital), uma co-álgebra, e tem um anti-automorfismo, com estas estruturas compatíveis.
Álgebras de Hopf ocorrem naturalmente na topologia algébrica, onde elas se originaram e estão relacionadas com o conceito de H-espaço, na teoria de esquemas de grupo, na teoria de grupos (através do conceito de anel de grupo), e em diversos outros lugares, tornando-as talvez o tipo mais familiar de bi-álgebra. Álgebras de Hopf também são estudadas por si só, com muito trabalho tanto em classes específicas de exemplos quanto em problemas de classificação.

## Definição formal
Formalmente, uma álgebra de Hopf é uma bi-álgebra H sobre um corpo K juntamente com uma aplicação K-linear {\displaystyle S\colon H\to H} (chamada de antípoda) tal que o seguinte diagrama comuta:
Aqui, Δ é a co-multiplicação da bi-álgebra, ∇ sua multiplicação, η sua unidade e ε sua co-unidade. Na notação sem somas de Sweedler, esta propriedade pode ser expressa como
{\displaystyle S(c_{(1)})c_{(2)}=c_{(1)}S(c_{(2)})=\epsilon (c)1\qquad {\mbox{para todo}}c\in H.}
Como se faz com álgebras, pode-se substituir na definição acima o corpo subjacente K por um anel comutativo R.
A definição de álgebra de Hopf é auto-dual (como reflexo da simetria do diagrama anterior), de modo que se for definido um dual de H (que é sempre possível se H tiver dimensão finita), então ele é automaticamente uma álgebra de Hopf.